# Ali Akbar Ostad-Asadi
Pour les articles homonymes, voir Östad et Asadi.
Ali Akbar Ostad-Asadi (persan : علی‌اکبر استاداسدی) (né le 17 septembre 1965 à Tabriz en Iran) est un footballeur international iranien, qui évoluait au poste de défenseur, avant de devenir entraîneur.

## Biographie

### Carrière de joueur

#### Carrière en sélection
Avec l'équipe d'Iran, il joue 30 matchs (pour aucun but inscrit) entre 1996 et 1998.
Il figure dans le groupe des sélectionnés lors de la coupe du monde de 1998 (sans jouer de matchs lors de la phase finale). Il dispute toutefois 9 matchs comptant pour les tours préliminaires de cette compétition.
Il participe également à la coupe d'Asie des nations de 1996, où son équipe se classe troisième.

## Palmarès
- Vainqueur de la Coupe d'Iran en 2003 avec le Zob Ahan